# Anthracoidea sclerotiformis
Anthracoidea sclerotiformis är en svampart som först beskrevs av Cooke & Massee, och fick sitt nu gällande namn av Kukkonen 1963. Anthracoidea sclerotiformis ingår i släktet Anthracoidea och familjen Anthracoideaceae.   Inga underarter finns listade i Catalogue of Life.